# Murray Hamilton
Murray Hamilton, ameriški igralec, * 24. marec 1923, Washington, ZDA, † 1. september 1986, Washington, ZDA.                                                                                                                 
Hamilton je igral v več kot 140 produkcijah, postal pa je znan po igranju vloge župana Larryja Vaughna v filmih Žrelo 1 in Žrelo 2. Nastopil je tudi v filmih The Hustler (1941), The Amityville Horror in Brubaker in The Graduate. V vlogah dr. Kildare, Ulice San Francisca, Ellery Queen in Zlata dekleta.
Hamilton je bil leta 1965 nominiran za nagrado Tony za najboljšega igralca v podpori v širokopasovni predstavi Odsotnost violončela.
Bil je poročen s Terri DeMarco, umrl pa je za posledicami raka na pljučih leta 1986 v starosti 63 let.